# Михеев, Сергей Викторович
Серге́й Ви́кторович Михе́ев (род. 22 декабря 1938, Хабаровск) — советский и российский авиаконструктор, генеральный конструктор ОАО «Камов». Доктор технических наук (1984), академик РАН (2011). Герой Российской Федерации (1997), заслуженный деятель науки Российской Федерации (2009). Лауреат Ленинской премии и Государственной премии Российской Федерации.

## Биография
В 1956 году поступил в Московский авиационный институт (факультет авиационной техники). В 1962 году окончил МАИ и стал работать на Ухтомском вертолётном заводе (ныне ОАО «Камов») инженером-конструктором.
В 1974 году после смерти Н. И. Камова стал главным конструктором Ухтомского вертолётного завода, в 1987 году — генеральным конструктором ВНТК имени Н. И. Камова. В 1994 году стал президентом и генеральным конструктором ОАО «Камов».
Под руководством С. В. Михеева в КБ «Камов» были созданы лёгкие боевые вертолёты: противолодочный / поисково-спасательный Ка-27, транспортно-боевой Ка-29, радиолокационного дозора Ка-31, боевые ударные вертолёты Ка-50 «Чёрная акула», Ка-52 «Аллигатор», многоцелевой армейской авиации Ка-60, а также гражданские — многоцелевой Ка-32 и его модификации, лёгкий многоцелевой Ка-226, беспилотные Ка-37 и Ка-137 и другие.
22 августа 1997 года Указом Президента РФ Сергею Викторовичу Михееву присвоено звание Героя Российской Федерации.
26 мая 2000 года избран членом-корреспондентом РАН (Отделение проблем машиностроения, механики и процессов управления).
22 декабря 2011 года избран действительным членом РАН (Отделение энергетики, машиностроения, механики и процессов управления).
Является членом Международной вертолётной ассоциации, вертолётных обществ России, Европы и США.

## Общественная деятельность
В 1990—1993 — народный депутат РСФСР/РФ (депутатские группы «Коммунисты России», «Промышленный союз»), член Комиссии Верховного Совета по транспорту, связи и информатике.
В 1993—1994 — член Совета по промышленной политике при Правительстве РФ.
С 1997 — член Научного совета при Совете Безопасности РФ, член Межведомственной комиссии Совета Безопасности РФ по проблемам оборонно-промышленного комплекса.

## Награды
- Герой Российской Федерации (1997)
- Орден Ленина
- Орден Октябрьской Революции
- Ленинская премия (1982)
- Государственная премия Российской Федерации за создание и внедрение в серийное производство одноместного боевого вертолета Ка-50 (1996)
- Премия имени А. Н. Туполева Российской академии наук (1997) — «За комплекс научно-исследовательских и опытно-конструкторских работ по созданию боевых и гражданских вертолетов»[5]